# Organizacija za prepoved kemičnega orožja
Organizacija za prepoved kemičnega orožja je medvladna organizacija s sedežem v Haagu na Nizozemskem. Ustanovljena je bila 29. aprila 1997.
Organizacija spodbuja in preverja upoštevanje mednarodne pogodbe z imenom Konvencije o prepovedi razvoja, proizvodnje, kopičenja zalog in uporabe kemičnega orožja (MPKO). Preverjanje je sestavljeno s teko vrednotenja izjav držav podpisnic in inšpekcijskih pregledov na kraju samem.
Organizacija je bila leta 2013 nagrajena z Nobelovo nagrado za mir.

## Odnosi z OZN
Organizacija ni agencija Združenih narodov, vendar pa sodeluje tako pri politiki kot pri praktičnih vprašanjih. 7. septembra 2000 je organizacija z OZN podpisala sporazum o sodelovanju. 

## Članstvo
Vseh 192 pogodbenic o kemičnem orožju so avtomatično članice OPCW. Druge članice OZN, ki so upravičene, da postanejo članice OPCW, a to še niso, so države članice Združenih narodov in opazovalke, kot so Izrael, Egipt, Severna Koreja, Južni Sudan in Palestina. Najnovejša država podpisnica konvencije je bila Angola.

## Vodstvo
Organizacijo vodi generalni direktor, ki ga neposredno imenuje Konferenca za največ dva štiriletna mandata.  
| Država    | Ime             | Začetek mandata |
| --------- | --------------- | --------------- |
| Brazilija | José Bustani    | 13. maj 1997    |
| Argentina | Rogelio Pfirter | 25 julij 2002   |
| Turčija   | Ahmet Üzümcü    | 25. julij 2010  |
| Španija   | Fernando Arias  | 25 julij 2018   |

Prvi generalni direktor je bil odstavljen v drugem mandatu, saj ni užival zaupanja članic podpisnic.
OPCW je sestavljena iz treh organov: Konference držav članic, Izvršnega sveta in Tehničnega sekretariata. Konferenca držav članic je vrhovni organ OPCW, sestavljena je iz vseh držav članic in se na rednih letnih zasedanjih sestaja enkrat letno. Konferenca mora obravnavati vsa vprašanja, zadeve in teme znotraj ciljev Konvencije. Izvršni svet sestavlja 41 članic, ki imajo dveletni mandat in se sestajajo na rednih zasedanjih. Vsaka članica Izvršnega sveta ima en glas. Izvršni svet spodbuja izvajanje Konvencije, v praksi je Izvršni svet predvsem organ, ki predhodno uskladi sklepe, ki se kasneje sprejmejo na Konferenci. Tehnični sekretariat pomaga Konferenci in Izvršnemu svetu pri opravljanju njunih nalog ter izvaja ukrepe preverjanja kot to predvideva Konvencija. Slovenija je bila kot tudi vse druge članice deležna inšpekcijskih pregledov, kmalu bo Slovenija 20 let podpisnica Konvencije.

## Nobelova nagrada za mir
11. oktobra 2013 je norveški Nobelov odbor napovedal nagrado organizaciji za "obsežno delo za odpravo kemičnega orožja". Zaradi mučne uporabe takšnega orožja tudi v Siriji terjajo "da je treba okrepiti prizadevanja, da se odpravi takšno orožje." 
V letu 2014 je Organizacija za prepoved kemičnega orožja uvedla Haško nagrado Organizacije, da bi počastila posameznike in ustanove, ki si prizadevajo za trajno odstranitev takšnega orožja s sveta. Nagrada je dediščina Nobelove nagrade in uporablja denarni fond prejete nagrade ob podpori mesta Haag na letno nagrado 900.000€.